# Dassault nEUROn
Dassault nEUROn – doświadczalny, europejski, bezzałogowy bojowy aparat latający (UCAV – ang. unmanned combat aerial vehicle) zbudowany w technologii stealth. Wiodącą wytwórnią samolotu jest francuski Dassault Aviation. Maszyna nie jest docelowym aparatem, a jedynie demonstratorem technologii mających zostać użytych w budowie seryjnych samolotów.

## Historia
W 1999 roku Dassault Aviation rozpoczął program LOGIDUC (Logique de Développement d'UCAV) mający na celu opracowanie i przetestowanie technologii budowy trudno wykrywalnego, bojowego aparatu bezzałogowego z napędem odrzutowym. Program został podzielony na trzy etapy. Pierwszy z nich, zaplanowany na lata 1999–2000, miał na celu zbudowanie doświadczalnego samolotu, w którym uzyskano by optymalną bryłę płatowca, umożliwiającą osiągnięcie najmniejszej skutecznej powierzchni odbicia radiolokacyjnego oraz przetestowanie materiałów najlepiej nadających się do tego celu. Efektem prac był bezzałogowy AVE-D Petit Duc (AVE-D - Aéoronef de Validation Expérimentale-Discrétion/trudno wykrywalny samolot doświadczalny), który po raz pierwszy wzbił się w powietrze 18 lipca 2000 roku, stając się tym samym pierwszym europejskim bezzałogowcem wykonanym w technologii stealth. Maszyna miała masę startową 60 kilogramów, taką samą rozpiętość i długość wynoszącą 2,4 m i była 100 razy mniejsza niż docelowy aparat. Samolot napędzany był dwoma silnikami odrzutowymi AMT Olympus o ciągu 0,23 kN każdy, pozwalającym osiągnąć maksymalną prędkość rzędu 650 km/h. Maszyna miała zasięg 150 km.
Drugim etapem prac było zapoznanie się z metodami sterowania samolotem niestatecznym statycznie, zbudowanym w układzie latającego skrzydła. W tym celu zbudowano kolejny samolot AVE-C Moyen Duc (AVE-C - Aéronef de Validation Expérimentale-Contrôle), który do swojego pierwszego lotu wzbił się w 11 czerwca 2003 roku. Aparat ważył około 500 kilogramów, około 10 raz mniej niż docelowy aparat, jego rozpiętość wynosiła 4,5 m a długość 4,2 m. Maszyna mogła przebywać w powietrzu około 4 godziny. Początkowo samolot posiadał pionowy statecznik, lecz w trakcie trwania prób usunięto go. Maszynę oblatano 11 czerwca 2003 roku. 
Trzecim etapem prac miała być budowa docelowego demonstratora technologii, realizowana przez samolot AVE Grand Duc. Grand Duc miał umożliwić sprawdzenie współdziałania z samolotami załogowymi, wykonywanie misji bojowych z użyciem uzbrojenia, przetestowanie działania naziemnej stacji kontrolnej sterującej samolotem. Wstępne plany zakładały rozpoczęcie prac nad trzecią fazą w 2007 roku. Narastające koszty projektu zmusiły Francję do znalezienia partnerów spoza grupy Dassault. W 2003 roku francuskie ministerstwo obrony ogłosiło, iż w skład konsorcjum zajmującego się budową aparatu wejdzie obok Dassault Aviation również Thales i European Aeronautic Defence and Space Company. Odpowiednie porozumienie o współpracy pomiędzy firmami podpisano 16 czerwca 2003 roku, w trakcie trwania Międzynarodowego Salonu Lotniczego w Paryżu. Aby podkreślić europejski charakter programu, zmieniono nazwę samolotu na nEUROn. W marcu 2004 roku konsorcjum zapowiedziało włączenie do projektu wybranych, zagranicznych partnerów. W czerwcu 2005 roku, na kolejnym Międzynarodowym Salonie Lotniczym w Paryżu, po raz pierwszy zaprezentowano pełnowymiarową makietę samolotu. Z kolei francuska agencja zajmująca się zamówieniami militarnymi Direction générale de l'armement (DGA) do współpracy zaprosiła inne europejskie firmy. W połowie 2005 roku do programu dołączyły włoska Alenia Aeronautica, odpowiedzialna za instalację elektryczną, konstrukcję wewnętrznych komór uzbrojenia wraz z pokrywami i mechanizmem ich otwierania, system planowania misji, komputery sterowania maszyną, centralę danych aerodynamicznych, wyposażenie do obserwacji w podczerwieni, głowicę optoelektroniczną oraz szwajcarski RUAG, również zaangażowany w pracę nad systemami uzbrojenia samolotu oraz testy tunelowe aparatu. Pod koniec 2005 roku do prac włączył się szwedzki SAAB, odpowiedzialny za konstrukcję i montaż kadłuba ale bez jego tylnej, ogonowej części, pokrywy podwozia, wyposażenie awioniczne, pokładowe, oprogramowanie misji, systemy zapewniające maszynie autonomiczne wykonywanie misji oraz instalację paliwową. We współpracy z SAAB, za modelowanie struktury kadłuba odpowiedzialny był szwedzki Volvo AB. W styczniu 2006 roku dołączył grecki Hellenic Aerospace Industry odpowiedzialny za dyszę wylotową silnika i tylną część kadłuba, a w lutym tego samego roku udziałowcem został hiszpański EADS CASA, odpowiedzialny za konstrukcję i budowę naziemnej stacji kontroli, budowę skrzydła samolotu, systemy komunikacji i transmisji danych. W 2006 roku konstrukcja została przeprojektowana, zwiększono masę startową samolotu. W tym samym roku, 8 lutego 2006 roku podpisano umowę pomiędzy DGA, która została podmiotem zamawiającym i nadzorującym postęp prac, a Dassault Aviation, która została głównym wykonawcą. 
W lutym 2006 roku rozpoczęto fazę wykonalności projektu, podczas której nakreślono podstawowe parametry płatowca. W czerwcu 2007 roku rozpoczęto fazę planowania poszczególnych prac projektowych, które rozpoczęto w marcu 2008 roku. W październiku 2008 roku, od budowy aluminiowych wręg kadłuba rozpoczęto montaż nEURONa. W szwedzkich zakładach SAABa w Linköping wykonano przednią i środkową część kadłuba, integracje systemów awioniki i komputerów. Wykonany kadłub trafił w styczniu 2011 roku do Francji, gdzie rozpoczęto ostateczny montaż wszystkich wykonanych i dostarczonych przez podwykonawców elementów. Pierwsze uruchomienie silnika w gotowym samolocie odbyło się 16 grudnia 2011 roku. Gotowy prototyp został uroczyście zaprezentowany 12 stycznia 2012 roku w zakładach Dassault. Początkowo oblot demonstratora planowano na 2010 rok, jednak gotowy prototyp do swojego dziewiczego lotu wzniósł się dopiero 1 grudnia 2012 roku z fabrycznego lotniska wytwórni Dassault Aviation, znajdującego się w Istres we Francji. Lot trwał 25 minut, maszyna osiągnęła pułap 2000 metrów i maksymalną prędkość 450 km/h. 
Od stycznia 2013 roku do końca lutego 2015 roku nEUROn wykonał sto lotów nad terenem Francji, przebywając w powietrzu 134,5 h. W trakcie lotów testowych badano między innymi działania systemów płatowca, sensorów, systemów wymiany danych. 20 marca 2014 roku bezzałogowiec odbył lot w mieszanej formacji składającej się z samolotów Dassault Rafale i Dassault Falcon 7X, cały lot trwał 1 h i 50 minut i był to pierwszy tego typu lot bezzałogowego aparatu w takiej formacji. Lot miał charakter dynamiczny, cała formacja wykonywała wspólne manewry. nEUROn kierowany był ze stacji naziemnej. Od marca do sierpnia 2015 roku samolot wykonywał loty nad Sardynią. W ich trakcie badano działanie systemów misji i środki wykrywania aparatu. Od września do listopada 2015 roku, samolot przebywał w Szwecji, gdzie testowano uzbrojenie ćwiczebne oraz ponownie działanie i skuteczność wykrywania bezzałogowca. Kolejny etap prób w locie odbywać się ma od 2014 roku w Szwecji. Zebrane w trakcie trwania projektu nEUROn doświadczenia wykorzystane zostały przy realizacji programu Future Combat Air System.

## Konstrukcja
Aparat zbudowany został jako latające skrzydło bez usterzenia. Skrzydła o obrysie deltoidalnym, z dużym, dodatnim skosem krawędzi natarci, dwoma załamaniami krawędzi spływu, na której umieszczono cztery sterolotki. Elementy konstrukcyjne duralowe, pokrycie płatowca wykonane z kompozytu węglowoepoksydowego. Krawędzie natarcia skrzydeł i kadłuba pokryte zostały materiałem pochłaniającym promieniowanie elektromagnetyczne. Wlot powietrza do silnika znajduje się nad krawędzią natarcia płata. Tunel dolotowy do silnika opływa kadłub od góry, zaginając się w dół aby następnie tuż przed silnikiem się unieść. W przekroju z boku płatowca, kanał dolotowy ma kształt rozciągniętej litery „S” i w nomenklaturze angielskojęzycznej określany jest jako S-duct. Takie rozwiązanie ma na celu osłonięcia łopatek pierwszego stopnia sprężarki silnika przed promieniowaniem radiolokacyjnym. Podwozie chowane, trójpodporowe z przednim podparciem. Przednia, dwukołowa, sterowania goleń pochodzi z samolotu Dassault Mirage 2000. Podwozie główne, pojedyncze koła, zaadaptowane z dyspozycyjnego Dassault Falcon 900EX. 
Do napędu samolotu użyto dwuprzepływowego, turboodrzutowego silnika Rolls-Royce/Turboméca Adour 951. Dysza wylotowa silnika ma spłaszczony kształt, dolna cześć dyszy jest dłuższa niż górna. Takie rozwiązanie ma na celu zmniejszenie emisji promieniowanie podczerwonego. Docelowo planowane jest zastosowanie jednostki Turboméca M88.

## Uzbrojenie i wyposażenie
Maszyna jest uzbrojona w dwie bomby kierowane o masie 227 kg każda, przenoszone w dwóch oddzielnych komorach uzbrojenia. Wykrywanie celów odbywa się na drodze wykrywania pasywnego. Maszyna nie posiada aktywnych sensorów, emitujących możliwego do wykrycia przez potencjalnego przeciwnika promieniowania. Całość kontrolowana jest przez system walki SIWB (Smart Integrated Weapon Bay). System walki obejmuje układ kontroli misji, zintegrowaną elektrooptyczną głowicę, układ kontroli środowiska, procesor optoelektroniczny. Podstawowym elementem rozpoznania pola walki samolotu jest zintegrowana głowica optoelektroniczna, zainstalowana na stabilizowanej platformie. Urządzenie zainstalowane jest pod spodem kadłuba, tuż przed prawą komorą uzbrojenia. Głowica wyposażona jest w kamerę termowizyjną, kamerę dzienną, dalmierz laserowy i układ automatycznego śledzenia celu.